# Stanislaw Knapowski
Stanislaw Knapowski   (Poznań, 19 de maig de 1931 - Miami, 28 de setembre de 1967) va ser un matemàtic polonès.

## Vida i Obra
Knapowski era fill d'un advocat que era professor de la universitat de la universitat de Poznań. Durant l'ocupació alemanya de la Segona Guerra Mundial, la família va ser desplaçada a la regió de Kielce, però en acabar la guerra van retornar a Poznań. El 1949 va ingressar a la universitat de Poznań per estudiar matemàtiques, tres anys després va continuar els estudis a la universitat de Breslau. En graduar-se el 1954, va ser nomenat professor ajudant de la universitat de Poznań.
El 1956 va conèixer Pál Turán, amb qui va mantenir un relació de col·laboració en la recerca, arribant a publicar una quinzena d'articles conjuntament. El 1957 va obtenir el doctorat i, a continuació, va estar treballant per a diferents universitats en períodes breus: Cambridge, Poznań, Marburg, Tulane, Georgia del Nord, Miami. El 1967 va patir un accident de transit quan tornava de l'aeroport de Miami a causa del qual va morir prematurament amb 36 anys.
Malgrat la seva curta vida, Knapowski va publicar més de cinquanta articles científics, la major part d'ells sobre teoria de nombres. És especialment recordat pels seus treballs sobre la densitat dels nombres primers basats en el mètode de sumes de potències.